# Comuna de Radwanice
Radwanice (polaco: Gmina Radwanice) é uma gminy (comuna) na Polónia, na voivodia de Baixa Silésia e no condado de Polkowicki. A sede do condado é a cidade de Radwanice.
De acordo com os censos de 2004, a comuna tem 4342 habitantes, com uma densidade 51,7 hab/km².

## Área
Estende-se por uma área de 83,97 km², incluindo:
- área agricola: 77%
- área florestal: 14%

## Demografia
Dados de 30 de Junho 2004:
|                      | Total   | Total | Mulheres | Mulheres | Homens  | Homens |
| -------------------- | ------- | ----- | -------- | -------- | ------- | ------ |
|                      | pessoas | %     | pessoas  | %        | pessoas | %      |
| População            | 4342    | 100   | 2136     | 49,2     | 2206    | 50,8   |
| Densidade (pop./km²) | 51,7    | 100   | 25,4     | 25,4     | 26,3    | 26,3   |

De acordo com dados de 2002, o rendimento médio per capita ascendia a 1563,56 zł.

## Comunas vizinhas
- Chocianów, Gaworzyce, Jerzmanowa, Polkowice, Przemków, Żukowice